# Moratinos
Moratinos egy község Spanyolországban, Palencia tartományban. Moratinos Lagartos, Ledigos, Población de Arroyo, Escobar de Campos, Grajal de Campos és Sahagún községekkel határos. Lakosainak száma 59 fő (2024).

## Népesség
A település népessége az elmúlt években az alábbi módon változott:
| Lakosok száma | 84   | 76   | 78   | 72   | 67   | 64   | 58   | 65   | 63   | 59   |
|               | 2001 | 2004 | 2007 | 2009 | 2012 | 2014 | 2017 | 2019 | 2022 | 2024 |